# Лук дернистый
Лук дернистый (лат. Allium caespitosum) — многолетнее травянистое растение, вид рода Лук (Allium) семейства Луковые (Alliaceae).

## Распространение и экология
В природе ареал вида охватывает окрестности озера Балхаш, Джунгарию и Кашгар.
Произрастает на песках.

## Ботаническое описание
Луковицы почти не выражены, отличаются они светлыми, серовато-буроватыми, пленчатыми, расщеплёнными оболочками. Стебель высотой 15—20 см, округлый.
Листья в числе 4—6, у основания стебля сближенные, полуцилиндрические, желобчатые, шириной около 1 мм, гладкие, короче стебля.
Чехол в 2 раза короче зонтика, коротко заострённый, остающийся. Зонтик полушаровидный, немногоцветковый, рыхлый с поникающими цветками. Листочки широко-колокольчатого, почти полушаровидного околоцветника беловатые, иногда с розоватым оттенком, длиной 6—7 мм, тупые, внутренние широкоэллиптические, немного длиннее наружных, яйцевидных. Нити тычинок на четверть или на треть короче листочков околоцветника, при самом основании между собой и с околоцветником сросшиеся, цельные, наружные шиловидные, внутренние почти в 3 раза шире, почти узко-треугольные. Столбик не выдается из околоцветника.
Коробочка немного короче околоцветника.

## Таксономия
Вид Лук дернистый входит в род Лук (Allium) семейства Луковые (Alliaceae) порядка Спаржецветные (Asparagales).
|  |                                      |  |                                                             |                                                             |                   |  | ещё 24 семейства (согласно Системе APG II) | ещё 24 семейства (согласно Системе APG II) |                     |  |  |  | ещё более 870 видов |
|  |                                      |  |                                                             |                                                             |                   |  | ещё 24 семейства (согласно Системе APG II) | ещё 24 семейства (согласно Системе APG II) |                     |  |  |  | ещё более 870 видов |
|  |                                      |  |                                                             | порядок Спаржецветные                                       |                   |  |                                            |                                            | род Лук             |  |  |  |                     |
|  |                                      |  |                                                             | порядок Спаржецветные                                       |                   |  |                                            |                                            | род Лук             |  |  |  |                     |
|  | отдел Цветковые, или Покрытосеменные |  |                                                             |                                                             | семейство Луковые |  |                                            |                                            | вид Лук дернистый   |  |  |  |                     |
|  | отдел Цветковые, или Покрытосеменные |  |                                                             |                                                             | семейство Луковые |  |                                            |                                            |                     |  |  |  |                     |
|  |                                      |  | ещё 44 порядка цветковых растений (согласно Системе APG II) | ещё 44 порядка цветковых растений (согласно Системе APG II) |                   |  |                                            | ещё около 300 родов                        | ещё около 300 родов |  |  |  |                     |
|  |                                      |  |                                                             | ещё 44 порядка цветковых растений (согласно Системе APG II) |                   |  |                                            |                                            | ещё около 300 родов |  |  |  |                     |